# Aïssatou Kouyaté
Aïssatou Kouyaté (n. 19 aprilie 1995, Clichy, Île-de-France, Franța) este o handbalistă din Franța care evoluează pe postul de intermediar dreapta pentru clubul românesc CS Rapid București și echipa națională a Franței. Deși pe 29 februarie 2024 s-a anunțat că va evolua din vară pentru ŽRK Budućnost Podgorica, problemele financiare ale clubului muntenegrean au determinat renunțarea la unele jucătoare, astfel ea a ajuns la Rapid București.
A debutat pentru pentru naționala de senioare a Franței pe 23 martie 2019 într-un meci amical împotriva Danemarcei desfășurat în cadrul turneului Golden League ediția 2018-2019. Aïssatou Kouyaté a obținut împreună cu selecționata franceză, la care a contribuit cu 12 goluri, medalia de argint la Campionatul European din 2020.

## Palmares
- Campionatul European:
  -  Medalie de argint: 2020

- Liga Campionilor:
  - Sfertfinalistă: 2022
  - Play-off: 2023, 2024
  - Calificări: 2014

- Cupa Cupelor:
  - Sfertfinalistă: 2014

- Cupa EHF:
  - Grupe: 2019
  - Turul 3: 2018, 2020

- Campionatul Franței:
  -  Medalie de argint: 2022, 2023, 2024
  -  Medalie de bronz: 2021

- Cupa Franței:
  -  Câștigătoare: 2014
  - Semifinalistă: 2016, 2023, 2024

- Cupa Ligii Franței:
  -  Finalistă: 2014, 2016